# Teucholabis jactans
Teucholabis jactans är en tvåvingeart som först beskrevs av Alexander 1913.  Teucholabis jactans ingår i släktet Teucholabis och familjen småharkrankar. Inga underarter finns listade i Catalogue of Life.